# 1-bit

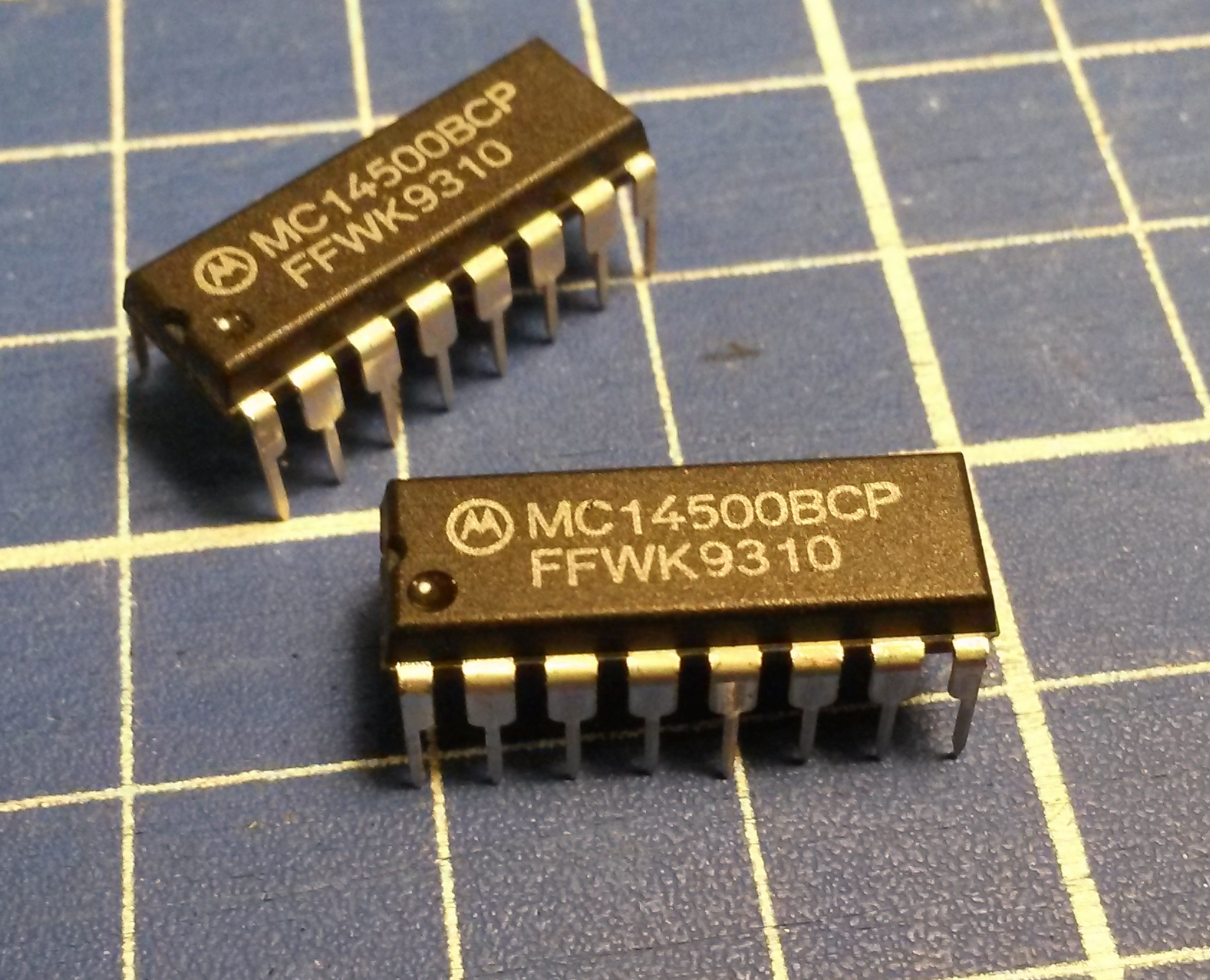
Microprocessor 1-bit MC14500BCP

Arhitectura 1-bit este o arhitectură al cărei set de instrucțiuni procesează numai 1 bit într-un ciclu de lucru (1/8 octet). Procesoarele 1-bit sunt considerate în prezent depășite.
Exemple de calculatoare de 1 bit au fost Wang 700 , Wang 500  și procesorul de text Wang 1200 produse în perioada 1968-1972 la Wang Laboratories.

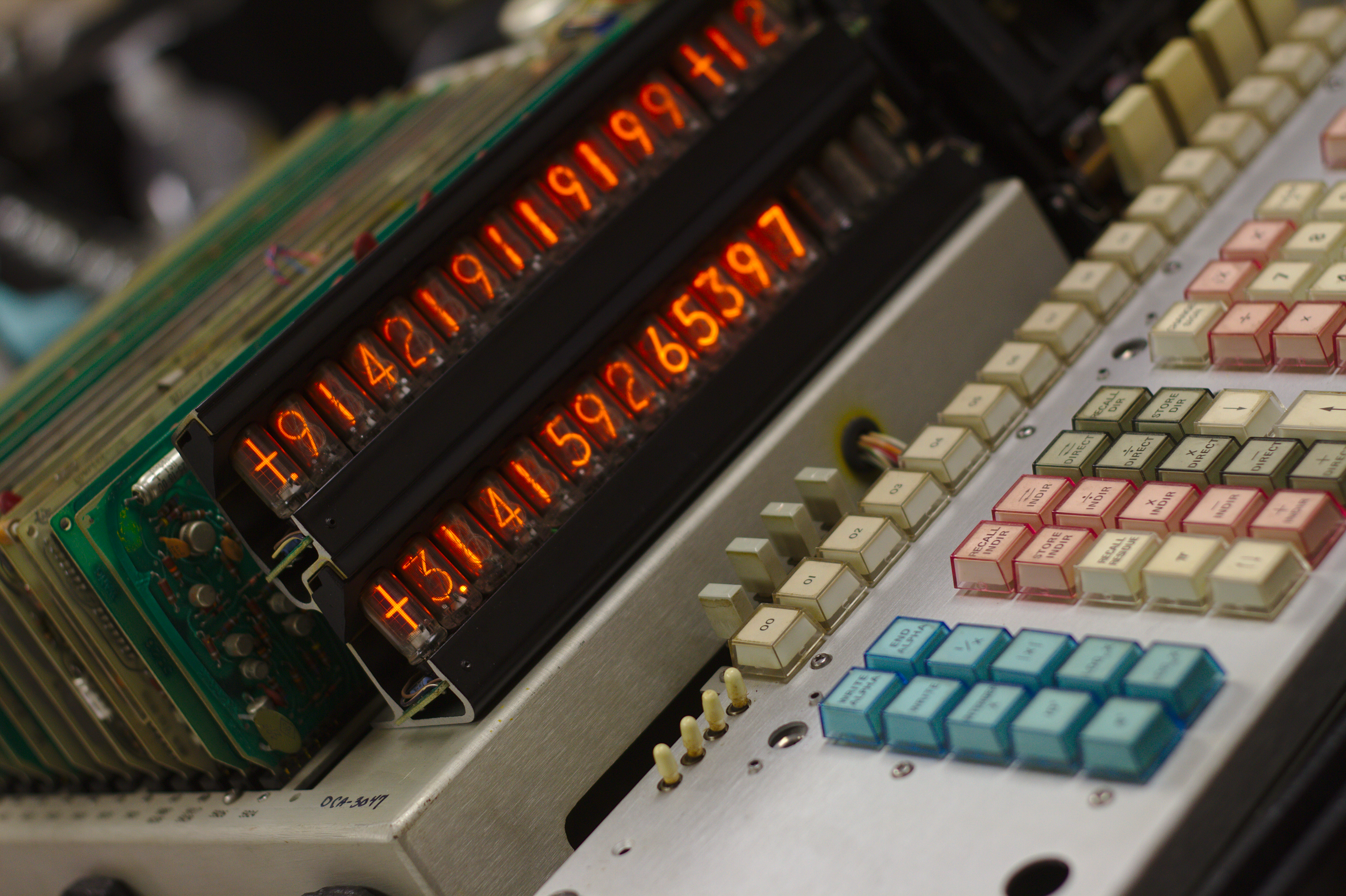
Wang 700

Unitatea de control industrial Motorola MC14500B introdusă în 1977, a fost printre primele CPU care au fost comercializate cu arhitectura 1-bit.  Unul dintre computerele care se bazau pe acest procesor a fost Motorola WDR-1-Bit Computer.  Arhitectura 1-bit mai este întâlnită și în familia de microcontrolere de 1 bit GI SBA (Sequential Boolean Analyzer) dezvoltate de General Instrument. 
O secvență tipică a comenzilor dintr-o aplicație cu arhitectură 1-bit este:
- încărcați intrarea digitală 1 în registrul de 1 bit
- valoarea or într-un registru de 1 bit cu intrarea 2, lăsând rezultatul în registru
- scrieți valoarea în registrul de 1 bit la ieșirea 1.